# Europese kampioenschappen indooratletiek 2023 – Hoogspringen mannen
Het hoogspringen voor mannen op de Europese indoorkampioenschappen van 2023 vond de kwalificatie plaats op 3 maart en op 5 maart 2023 de finale en werd gehouden op de shorttrackbaan van Ataköy Arena in Istanbul in Turkije. Het was de vijfendertigste keer dat dit onderdeel op het programma stond.
De winnaar van het hoogspringen voor mannen was de Nederlander Douwe Amels dat 2,31 meter wist te springen dat een evenaring nationaal record betekende, na Wilbert Pennings dat in 2002 ook 2,31 wist te halen. Het was de eerste keer dat een Nederlander het hoogspringen wist te winnen op een Europees indoorkampioenschap. De Oekraïner Andriy Protsenko werd tweede met een hoogte van 2,29 meter. Het brons ging naar de Belg Thomas Carmoy, die met 2,29 meter een nationaal record sprong.

## Records
Voorafgaand aan het toernooi waren dit het wereldrecord, Europees record, kampioenschapsrecord en de wereld-, Europese leiding.
| Wereldrecord         | Javier Sotomayor | 2,43 | Boedapest | 4 maart 1989     |
| Europees record      | Carlo Thränhardt | 2,42 | Berlijn   | 26 februari 1988 |
| Kampioenschapsrecord | Stefan Holm      | 2,40 | Madrid    | 6 maart 2005     |
| WL                   | Danil Lysenko    | 2,38 | Moskou    | 29 januari 2023  |
| EL                   | Danil Lysenko    | 2,38 | Moskou    | 29 januari 2023  |

## Resultaten

### Kwalificatieronde
Kwalificatieregels: behalen van de kwalificatiestandaard van 2,26 (Q), of deel uitmaken van de 8 best presterende atleten (q).
| Rang | Naam               | Land        | 2,08 | 2,14 | 2,19 | 2,23 | 2,26 | Resultaat | Bijz. |
| ---- | ------------------ | ----------- | ---- | ---- | ---- | ---- | ---- | --------- | ----- |
| 1    | Douwe Amels        | Nederland   | –    | o    | o    |      |      | 2,19      | q     |
| 2    | Thomas Carmoy      | België      | o    | o    | o    |      |      | 2,19      | q     |
| 3    | Norbert Kobielski  | Polen       | o    | o    | o    |      |      | 2,19      | q     |
| 4    | Andriy Protsenko   | Oekraïne    | o    | o    | o    |      |      | 2,19      | q     |
| 5    | Christian Falocchi | Italië      | o    | o    | xxo  |      |      | 2,19      | q     |
| 6    | Marco Fassinotti   | Italië      | o    | o    | xxo  |      |      | 2,19      | q     |
| 7    | Loïc Gasch         | Zwitserland | o    | o    | xxo  |      |      | 2,19      | q     |
| 8    | Tobias Potye       | Duitsland   | o    | o    | xxo  |      |      | 2,19      | q     |
| 9    | Péter Bakosi       | Hongarije   | o    | o    | xxx  |      |      | 2,14      |       |
| 10   | Gerson Baldé       | Portugal    | o    | o    | xxx  |      |      | 2,14      |       |
| 11   | Tihomir Ivanov     | Bulgarije   | o    | o    | xxx  |      |      | 2,14      |       |
| 12   | Enes Talha Şenses  | Turkije     | o    | o    | xxx  |      |      | 2,14      |       |
| 13   | Antonios Merlos    | Griekenland | xo   | o    | xxx  |      |      | 2,14      |       |
| 14   | Vadym Kravchuk     | Oekraïne    | xo   | xo   | xxx  |      |      | 2,14      |       |
| 15   | Jonas Wagner       | Duitsland   | xo   | xo   | xxx  |      |      | 2,14      |       |
| 16   | Juozas Baikštys    | Litouwen    | o    | xxo  | xxx  |      |      | 2,14      | SB    |
| 17   | Stefano Sottile    | Italië      | o    | xxx  |      |      |      | 2,08      |       |

### Finale
| Rang   | Atleet             | Land        | 2,10 | 2,15 | 2,19 | 2,23 | 2,26 | 2,29 | 2,31 | 2,33 | 2,35 | Resultaat | Bijz. |
| ------ | ------------------ | ----------- | ---- | ---- | ---- | ---- | ---- | ---- | ---- | ---- | ---- | --------- | ----- |
| Goud   | Douwe Amels        | Nederland   | –    | o    | o    | xo   | xo   | xxo  | xo   | xr   |      | 2,31      | =NR   |
| Zilver | Andriy Protsenko   | Oekraïne    | o    | o    | o    | o    | xo   | o    | xx-  | x    |      | 2,29      |       |
| Brons  | Thomas Carmoy      | België      | xo   | o    | o    | o    | o    | xxo  | xxx  |      |      | 2,29      | PB    |
| 4      | Tobias Potye       | Duitsland   | –    | xo   | o    | xo   | o    | xx-  | x    |      |      | 2,26      |       |
| 5      | Norbert Kobielski  | Polen       | o    | o    | o    | xo   | xo   | xxx  |      |      |      | 2,26      | PB    |
| 6      | Christian Falocchi | Italië      | xo   | xo   | xxo  | xxx  |      |      |      |      |      | 2,19      |       |
| 7      | Loïc Gasch         | Zwitserland | o    | xo   | xxx  |      |      |      |      |      |      | 2,15      |       |
| 8      | Marco Fassinotti   | Italië      | xo   | xxo  | xxx  |      |      |      |      |      |      | 2,15      |       |

o geldige poging | x ongeldige poging | - poging overgeslagen | NM Geen geldig resultaat | WR Wereldrecord | CR Kampioenschapsrecord | AR Continentaal record | NR Nationaalrecord | WL Wereldleiding | EL Europese leiding | SB Beste seizoenprestatie | =SB Evenaring beste seizoenprestatie | PB Persoonlijk record | =PB Evenaring persoonlijk record